# أل غينتري
أل غينتري هو سياسي أمريكي، ولد في 12 أكتوبر 1964.